# Carex sempervirens
Carex sempervirens är en halvgräsart som beskrevs av Dominique Villars. Carex sempervirens ingår i släktet starrar, och familjen halvgräs. Inga underarter finns listade i Catalogue of Life.

## Bildgalleri

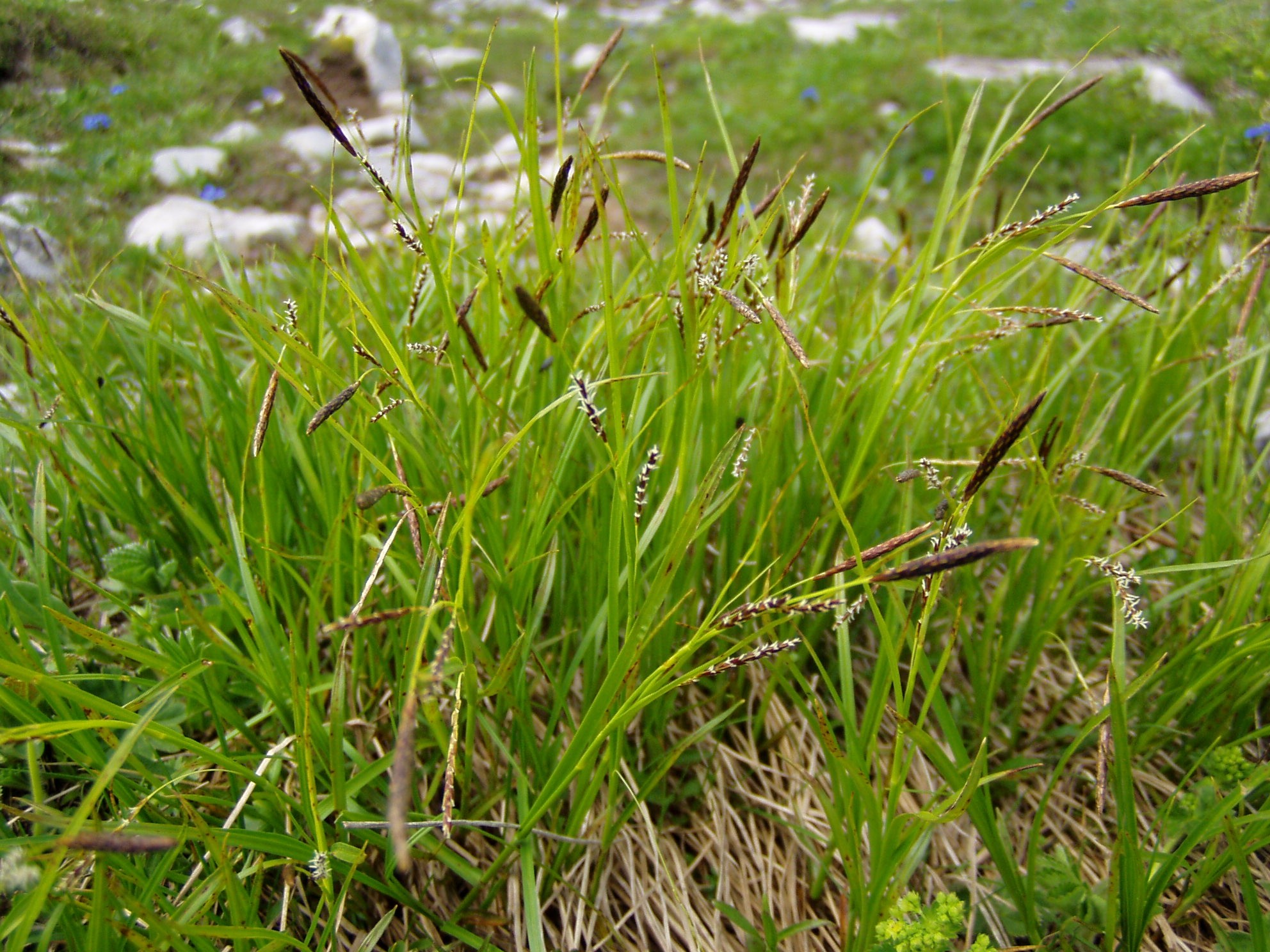
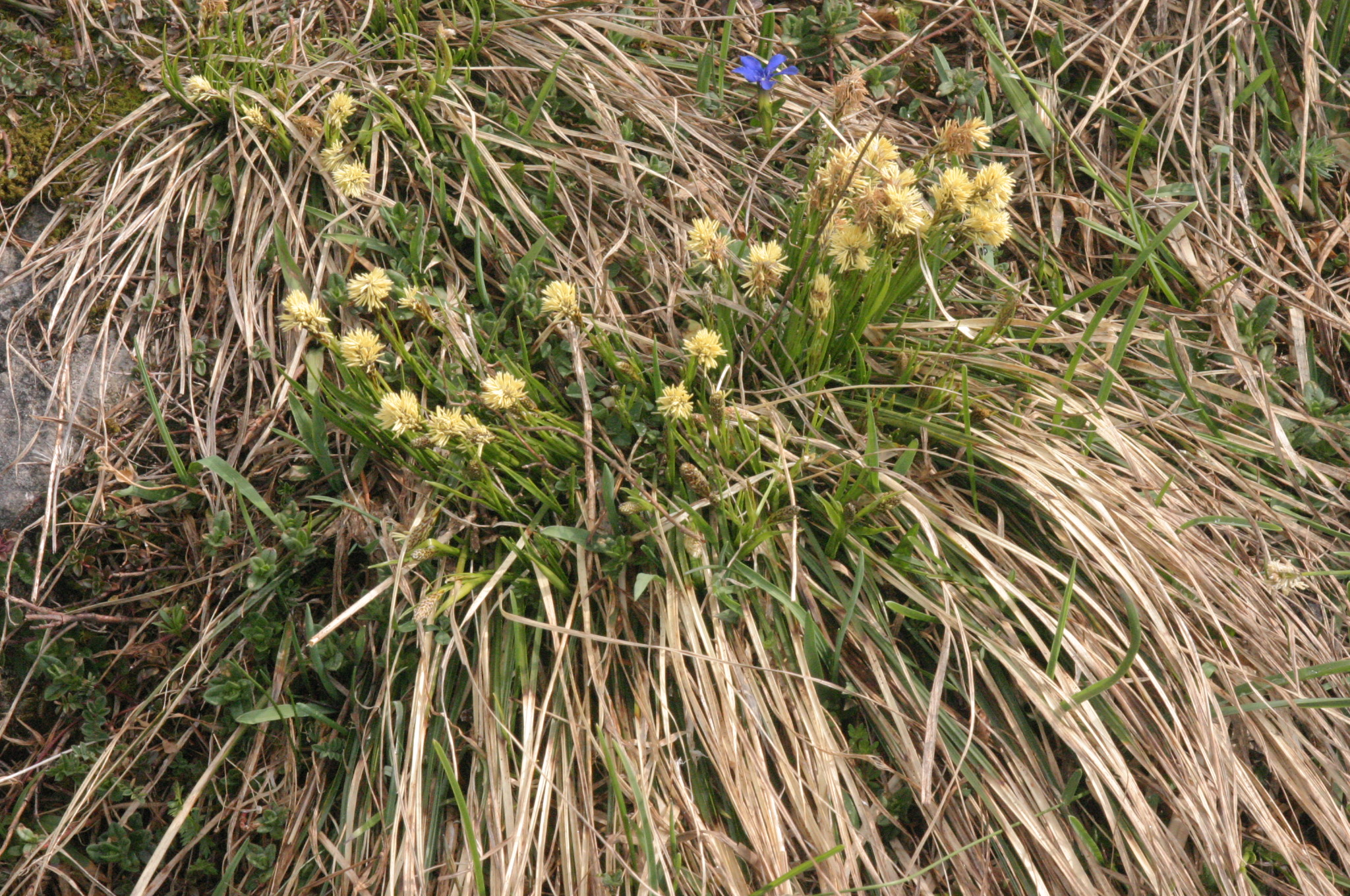
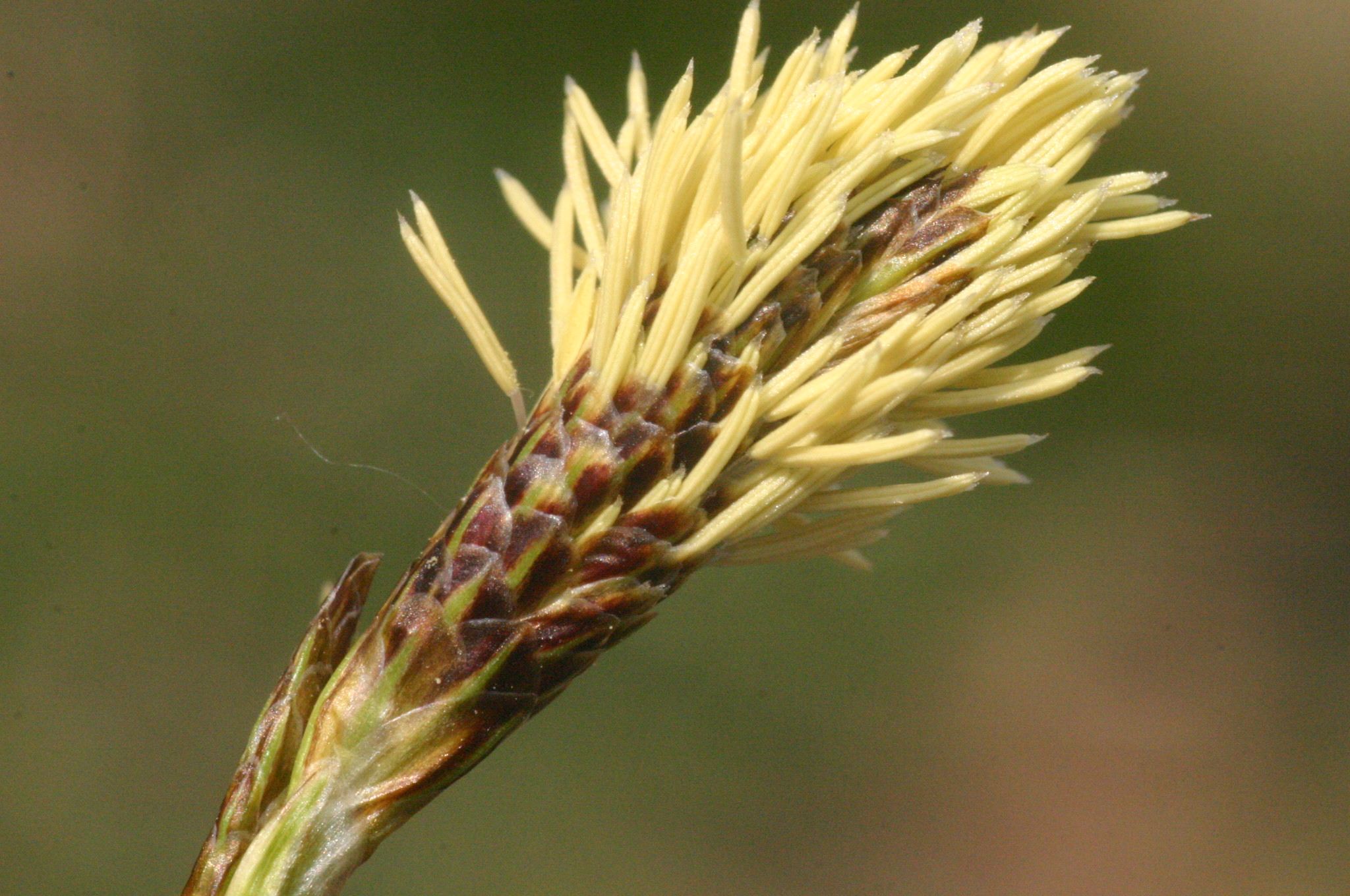
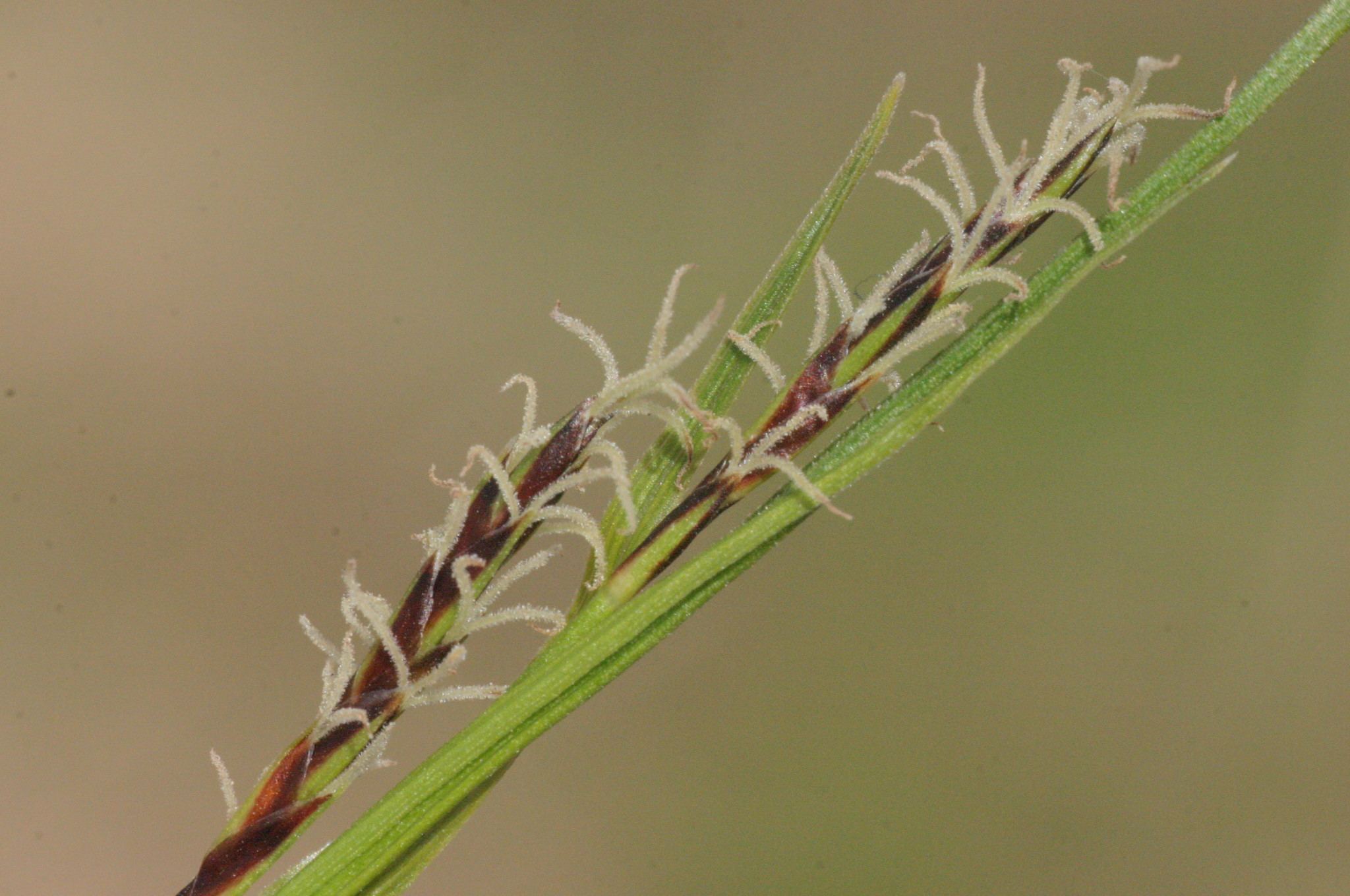
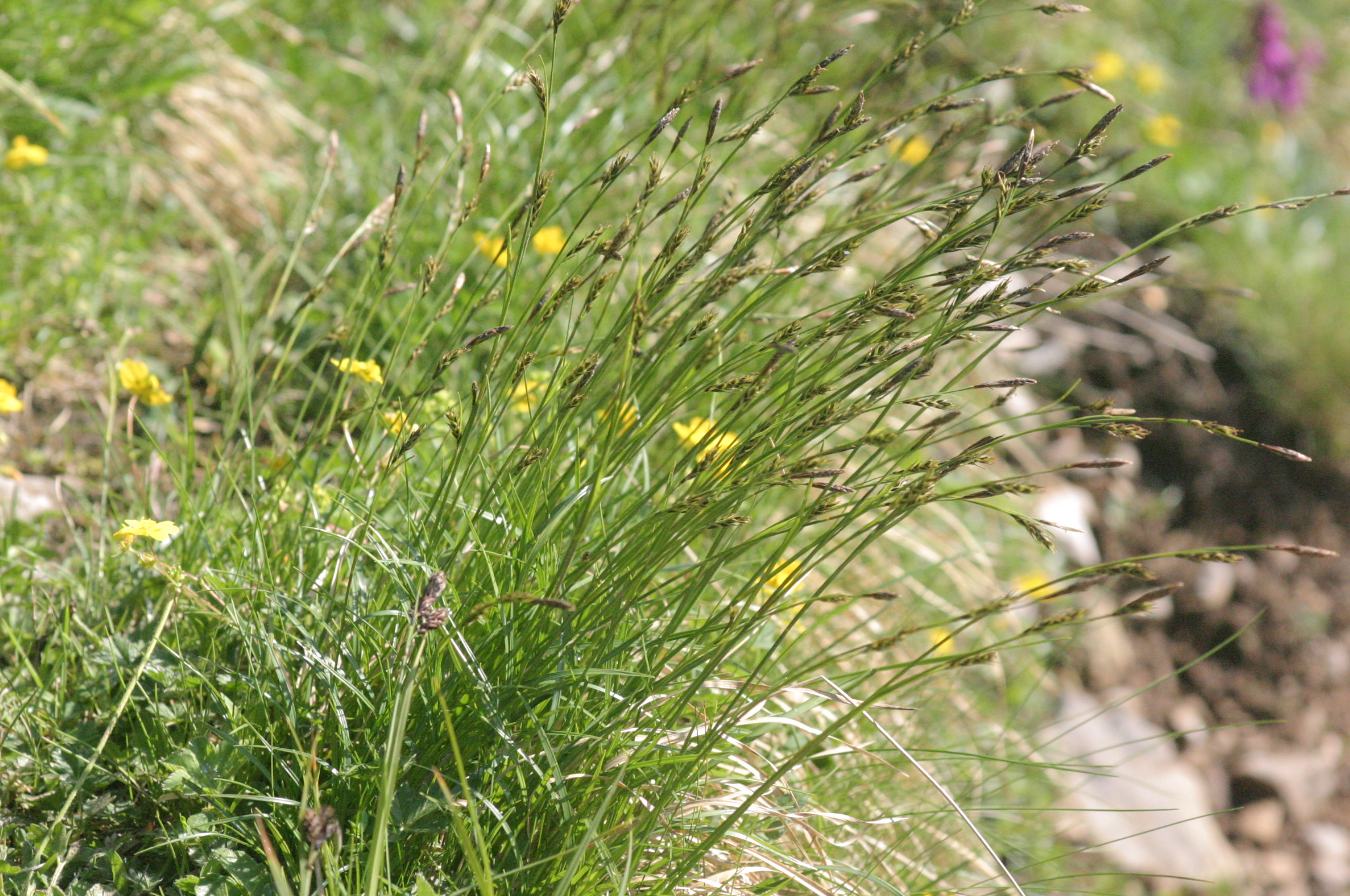
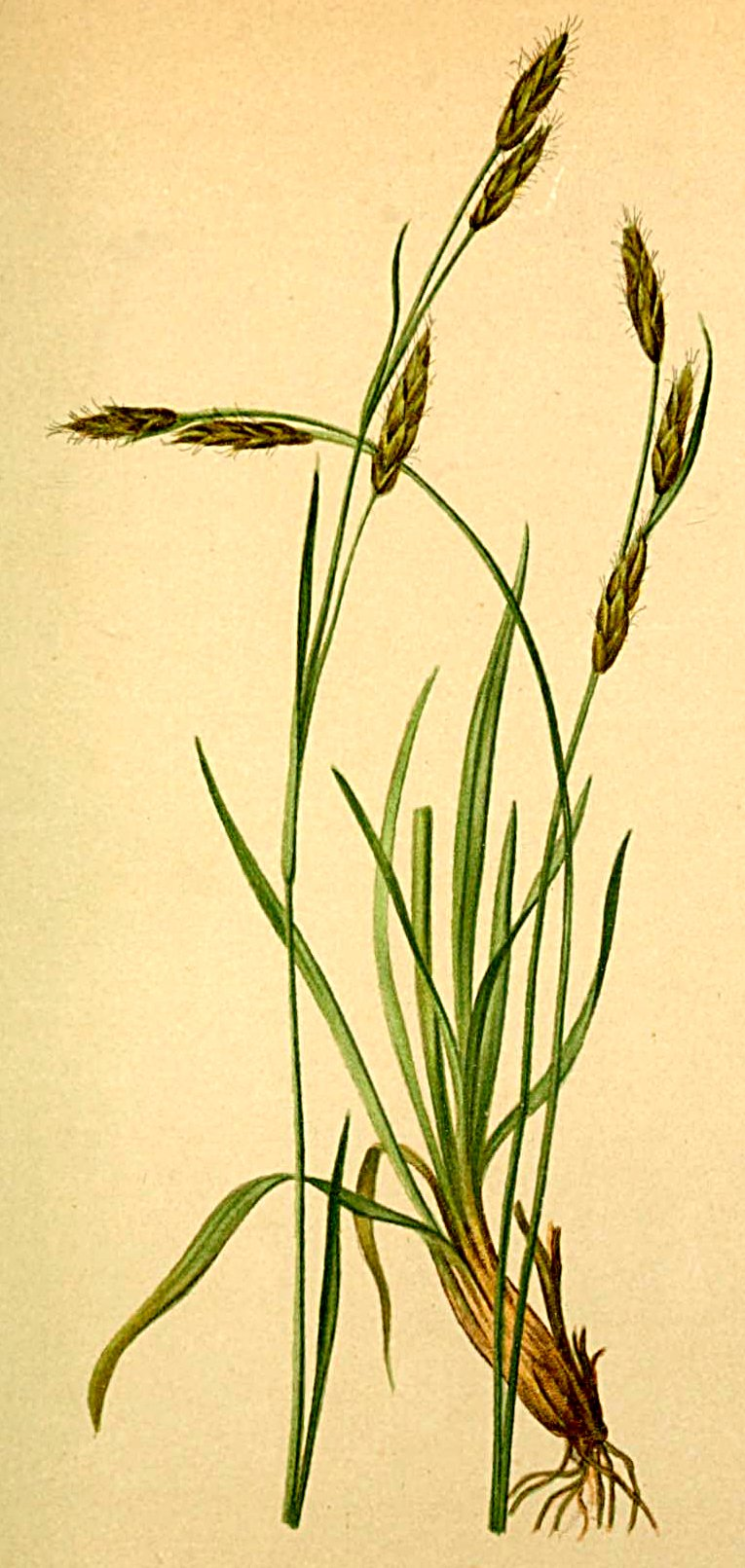